# 起义 (政治组织)
起义（葡萄牙语：Revolutas）是巴西的一个托洛茨基主义组织。该组织的成员分布于圣保罗州、里约热内卢州和巴拉那州。该组织出版一份公报《起义》。该组织是国际社会主义倾向的成员。自2003年社会主义和自由党成立起，该组织一直作为它的一个政治派系。